# Grande Prêmio de Mônaco de 2000
Resultados do Grande Prêmio de Mônaco de Fórmula 1 realizado em Montecarlo em 4 de junho de 2000. Sétima etapa da temporada, foi vencido pelo britânico David Coulthard, da McLaren-Mercedes.

## Resumo
Primeira corrida da temporada em que Michael Schumacher não completou um grande prêmio, assim como a primeira corrida que não pontuou na temporada.
Segunda vez na temporada que Rubens Barrichello supera Michael Schumacher.
A corrida foi marcada pelo acidente do Medical Car pilotado pelo ex-piloto brasileiro Alex Dias Ribeiro na curva Tabac. O médico chefe da Fórmula 1 Sid Watkins, que estava de passageiro, quebrou três costelas.

## Classificação da prova

### Treino oficial
| 1                         | 3  | Michael Schumacher    | Ferrari            | 1:19.475 | -       |
| 2                         | 6  | Jarno Trulli          | Jordan-Mugen/Honda | 1:19.746 | + 0.271 |
| 3                         | 2  | David Coulthard       | McLaren-Mercedes   | 1:19.888 | + 0.413 |
| 4                         | 5  | Heinz-Harald Frentzen | Jordan-Mugen/Honda | 1:19.961 | + 0.486 |
| 5                         | 1  | Mika Häkkinen         | McLaren-Mercedes   | 1:20.241 | + 0.766 |
| 6                         | 4  | Rubens Barrichello    | Ferrari            | 1:20.416 | + 0.941 |
| 7                         | 14 | Jean Alesi            | Prost-Peugeot      | 1:20.494 | + 1.019 |
| 8                         | 11 | Giancarlo Fisichella  | Benetton-Playlife  | 1:20.703 | + 1.228 |
| 9                         | 9  | Ralf Schumacher       | Williams-BMW       | 1:20.742 | + 1.267 |
| 10                        | 7  | Eddie Irvine          | Jaguar-Cosworth    | 1:20.743 | + 1.268 |
| 11                        | 8  | Johnny Herbert        | Jaguar-Cosworth    | 1:20.792 | + 1.317 |
| 12                        | 12 | Alexander Wurz        | Benetton-Playlife  | 1:20.871 | + 1.396 |
| 13                        | 17 | Mika Salo             | Sauber-Petronas    | 1:21.561 | + 2.086 |
| 14                        | 10 | Jenson Button         | Williams-BMW       | 1:21.605 | + 2.130 |
| 15                        | 19 | Jos Verstappen        | Arrows-Supertec    | 1:21.738 | + 2.263 |
| 16                        | 18 | Pedro de La Rosa      | Arrows-Supertec    | 1:21.832 | + 2.357 |
| 17                        | 22 | Jacques Villeneuve    | BAR-Honda          | 1:21.848 | + 2.373 |
| 18                        | 15 | Nick Heidfeld         | Prost-Peugeot      | 1:22.017 | + 2.542 |
| 19                        | 16 | Pedro Paulo Diniz     | Sauber-Petronas    | 1:22.136 | + 2.661 |
| 20                        | 23 | Ricardo Zonta         | BAR-Honda          | 1:22.324 | + 2.849 |
| 21                        | 20 | Marc Gené             | Minardi-Fondmetal  | 1:23.721 | + 4.246 |
| 22                        | 21 | Gastón Mazzacane      | Minardi-Fondmetal  | 1:23.794 | + 4.319 |
| Limite dos 107%: 1:25.038 |    |                       |                    |          |         |
| Fonte:                    |    |                       |                    |          |         |

### Corrida
| Pos. | Nº | Piloto                | Construtor         | Voltas | Tempo/Diferença    | Grid | Pontos |
| ---- | -- | --------------------- | ------------------ | ------ | ------------------ | ---- | ------ |
| 1    | 2  | David Coulthard       | McLaren-Mercedes   | 78     | 1:49:28.213        | 3    | 10     |
| 2    | 4  | Rubens Barrichello    | Ferrari            | 78     | + 15.889           | 6    | 6      |
| 3    | 11 | Giancarlo Fisichella  | Benetton-Playlife  | 78     | + 18.522           | 8    | 4      |
| 4    | 7  | Eddie Irvine          | Jaguar-Cosworth    | 78     | + 1:05.924         | 10   | 3      |
| 5    | 17 | Mika Salo             | Sauber-Petronas    | 78     | + 1:20.775         | 13   | 2      |
| 6    | 1  | Mika Häkkinen         | McLaren-Mercedes   | 77     | + 1 volta          | 5    | 1      |
| 7    | 22 | Jacques Villeneuve    | BAR-Honda          | 77     | + 1 volta          | 17   |        |
| 8    | 15 | Nick Heidfeld         | Prost-Peugeot      | 77     | + 1 volta          | 18   |        |
| 9    | 8  | Johnny Herbert        | Jaguar-Cosworth    | 76     | + 2 voltas         | 11   |        |
| 10   | 5  | Heinz-Harald Frentzen | Jordan-Mugen/Honda | 70     | Danos num acidente | 4    |        |
| Ret  | 19 | Jos Verstappen        | Arrows-Supertec    | 60     | Spun off           | 15   |        |
| Ret  | 3  | Michael Schumacher    | Ferrari            | 55     | Exaustor           | 1    |        |
| Ret  | 23 | Ricardo Zonta         | BAR-Honda          | 48     | Spun off           | 20   |        |
| Ret  | 9  | Ralf Schumacher       | Williams-BMW       | 37     | Acidente           | 9    |        |
| Ret  | 6  | Jarno Trulli          | Jordan-Mugen/Honda | 36     | Câmbio             | 2    |        |
| Ret  | 16 | Pedro Paulo Diniz     | Sauber-Petronas    | 30     | Pneus              | 19   |        |
| Ret  | 14 | Jean Alesi            | Prost-Peugeot      | 29     | Transmissão        | 7    |        |
| Ret  | 21 | Gastón Mazzacane      | Minardi-Fondmetal  | 22     | Acidente           | 22   |        |
| Ret  | 20 | Marc Gené             | Minardi-Fondmetal  | 21     | Câmbio             | 21   |        |
| Ret  | 12 | Alexander Wurz        | Benetton-Playlife  | 18     | Acidente           | 12   |        |
| Ret  | 10 | Jenson Button         | Williams-BMW       | 16     | Motor              | 14   |        |
| DNS  | 18 | Pedro de La Rosa      | Arrows-Supertec    | 0      | Colisão            | 16   |        |

## Tabela do campeonato após a corrida
|   | Pos. | Piloto               | Pontos |
| - | ---- | -------------------- | ------ |
|   | 1    | Michael Schumacher   | 46     |
| 1 | 2    | David Coulthard      | 34     |
| 1 | 3    | Mika Häkkinen        | 29     |
|   | 4    | Rubens Barrichello   | 22     |
| 1 | 5    | Giancarlo Fisichella | 14     |

|  | Pos. | Construtor         | Pontos |
|  | ---- | ------------------ | ------ |
|  | 1    | Ferrari            | 68     |
|  | 2    | McLaren-Mercedes   | 63     |
|  | 3    | Williams-BMW       | 15     |
|  | 4    | Benetton-Playlife  | 14     |
|  | 5    | Jordan-Mugen/Honda | 9      |

- Nota: Somente as primeiras cinco posições estão listadas.